# Matras
Matras SA – grupa kapitałowa, powstała na bazie założonej w Katowicach w 1992 (według innych źródeł w 1991) katowickiej firmy Matras. Początkowo zajmowała się hurtowym obrotem książkami, obecnie większość obrotu generuje sprzedaż detaliczna w sieci stacjonarnych księgarni, uzupełniona o ofertę sklepu internetowego. Według danych niezależnego Centrum Badań nad Rynkiem Książki jest drugim pod względem wielkości obrotów podmiotem na rynku księgarskim w Polsce, po Empik-u. Sieć księgarń rozwijała się przejmując lokale Domu Książki oraz otwierając nowe punkty, często w galeriach handlowych. Na koniec 2013 roku Matras dysponował siecią 180 księgarń na terenie Polski.
Od 2016 roku Matras ma kłopoty finansowe. W kwietniu 2016 rozpoczęto postępowanie sanacyjne, i choć Matras uniknął upadłości, to w związku z restrukturyzacją będzie zamykał on nierentowne placówki.
W lipcu 2017 roku gazeta Puls Biznesu poinformowała o umorzeniu postępowania sanacyjnego firmy Matras ze względu na brak posiadania środków na bieżące regulowanie zobowiązań powstałych po rozpoczęciu postępowania sanacyjnego. Po uprawomocnieniu decyzji o umorzeniu postępowania sanacyjnego powinien rozpocząć się postępowanie upadłościowe pod warunkiem posiadania przez firmę Matras wystarczającego majątku na pokrycie kosztów postępowania upadłościowego.
W marcu 2018 roku serwis Money.pl poinformował o reaktywacji marki Matras przez spółkę eComGroup, która wydzierżawiła prawo do korzystania z marki i sklepu internetowego Matras.pl. Nowy operator księgarni internetowej Matras.pl nie przejął zobowiązań właściciela marki.